# Рудковщина (Могилёвская область)
Ру́дковщина (бел. Ру́дкаўшчына) — агрогородок в составе Савского сельсовета Горецкого района Могилёвской области Республики Беларусь.

Агрогородок Савского сельсовета.

## История
Рудковщина впервые упоминается в 1683 году как Слобода в составе поместья Горы-Горки в Витебском воеводстве. В 1775 году село Рудковщина входило в имение Горы-Горки, которое принадлежало графу Льву Сологубу, там жило 7 жителей. В 1844 году село в составе фольварка Рудковщина, где работали: винокуренный завод, мельница и корчма.
В войну 1812 года французы разграбили деревню, винокуренный завод, мельницу и трактир. Общий ущерб составил 4200 рублей. В 1875 году — имение принадлежало М. М. Искра. В 1880 году была открыта почтовая станция, которая имела 8 лошадей.
В середине 19 в. по решению царского правительства в Горецком уезде было создано несколько еврейских земледельческих колоний. В д. Рудковщина еврейская колония была создана в 1849 году, где поселилось несколько семей евреев — земледельцев. В 1909 году в колонии жило четыре еврейские семьи (29 человек).
Согласно переписи 1897 года деревня в составе Савской волости Горецкого уезда Могилевской губернии (18 дворов, 68 жителей). С 26.4.1919 года в Горецкой волости Горецкого уезда Смоленской губернии РСФСР. С 3.3.1924 года в БССР, с 17.7.1924 до 1935 года — центр сельского Совета в Оршанским районе.
В 1932 году во время организации колхоза евреи-колонисты вступили в организованный в деревне колхоз «Чырвоная Рудкаўшчына».
В конце 1930-х годов через деревню прошло шоссе Горки-Орша, работали средняя школа, библиотека. В 1932 −1938 гг. 13 жителей деревни были репрессированы, трое из них расстреляны.
В 1940 году в 103 домах деревни жило 618 жителей.

## В годы Великой Отечественной войны
С началом Великой Отечественной войны военнообязанные мужчины были призваны в Красную Армию. 51 житель деревни погиб на фронтах.
В июле 1941 г. деревня была оккупирована немецко-фашистскими захватчиками. Гитлеровцы сожгли 13 домов, уничтожили 32 жителя и 360 вывезли на работу в Германию.
Евреям деревни было объявлено, что для них создаётся гетто, и им было приказано нашить на одежду жёлтые звёзды и не уходить из деревни. Из заставляли бесплатно работать на полях местного колхоза. 12 марта 1943 года нацисты расстреляли последних узников.
Деревня была освобождена 26.6.1944 года воинами 2-го Белорусского фронта.

## Население
- 1775 год — 7 человек
- 1897 год — 68 человек
- 1940 год — 618 человек
- 1999 год — 361 человек
- 2010 год — 296 человек

## Памятники
- Памятник воинам Красной армии, погибших при освобождении д. Рудковщина (Воинское захоронение № 3479 - 54.393214, 30.712121).
- Памятник 112 воинам — землякам, которые погибли на фронтах и в партизанских отрядах (54.395490, 30.709439).
- Памятник евреям — землякам, расстрелянным 11 февраля 1942 года (Воинское захоронение № 8476 - 54.390978, 30.697890).

## В сети
- Лившиц В. «Шло в бессмертье Горецкое гетто..»
- Лившиц В. Холокост в Горецком районе: как это было
- Сайт «Моё местечко». Рудковщина